# Stimmhafter bilabialer Implosiv
Der stimmhafte bilabiale Implosiv ist ein stimmhafter, mit beiden Lippen (bilabial) gesprochener Konsonant, der mit nach innen gerichtetem Luftstrom (implosiv) gesprochen wird. Er ist also die implosive Entsprechung zum [⁠b⁠]. Sein Zeichen in der IPA-Lautschrift ist [ɓ].

## Verbreitung
Es kommt in mehreren afrikanischen Sprachen vor, z. B. im Hausa und in Bantusprachen wie Swahili, Chishona, isiXhosa und isiZulu. In den genannten Sprachen außer dem Kisuaheli wird es orthografisch vom „europäischen“ b unterschieden, das hier ein eigenes Phonem ist, welches durchaus nicht nur in europäischen Lehnwörtern vorkommt.

## Aussprache
Der für die Implosion erforderliche Unterdruck wird erzeugt, indem
die Artikulation mit geschlossenem Kehlkopf beginnt. 
Artikulationshilfe:
Erst den entsprechenden Nasallaut summen: „mmm“
Dann den beim deutschen Vokalanlaut üblichen Kehlkopfschluss („bə‘ˀaʁbaitən“) einschieben: „mˀmˀm“
Dann einen Vokal anhängen: „ˀma:“
Dann den Nasallaut durch den Verschlusslaut ersetzen: „ˀba:“
Nun kann man die Ausatmung vermeiden und kommt zum „ɓa:“
| Nichtpulmonale Konsonanten | Nichtpulmonale Konsonanten | bilabial | labio- dental | dental | alveolar | alveolar-lateral | alveolo- palatal | post- alveolar | retroflex | palatal | velar | uvular |
| -------------------------- | -------------------------- | -------- | ------------- | ------ | -------- | ---------------- | ---------------- | -------------- | --------- | ------- | ----- | ------ |
| Klicks                     | Klicks                     | ʘ        |               | ǀ      | ǃ        | ǁ                | ǂ                |                | 𝼊         |         |       |        |
| Implosive                  | Implosive                  | ɓ        |               |        | ɗ        |                  |                  |                | ᶑ         | ʄ       | ɠ     | ʛ      |
| Ejektive                   | Ejektive Plosive           | pʼ       |               | t̪ʼ     | tʼ       |                  |                  |                | ʈʼ        | cʼ      | kʼ    | qʼ     |
| Ejektive                   | Ejektive Frikative         | ɸʼ       | fʼ            | θʼ     | sʼ       | ɬʼ               | ɕʼ               | ʃʼ             | ʂʼ        | çʼ      | xʼ    | χʼ     |
| Ejektive                   | Ejektive Affrikaten        |          |               | t͡θʼ    | t͡sʼ      | t͡ɬʼ              | t͡ɕʼ              | t͡ʃʼ            | ʈ͡ʂʼ       | c͡çʼ     | k͡xʼ   | q͡χʼ    |